# Bruchus gibbosus
Bruchus gibbosus là một loài bọ cánh cứng trong họ Bruchidae. Loài này được Olivier miêu tả khoa học năm 1790.